# 홍콩 무역발전국
홍콩 무역발전국(중국어: 香港貿易發展局, 영어: Hong Kong Trade Development Council, 영어 준말: HKTDC, 중국어 준말: 貿發局)은 홍콩의 무역을 촉진, 지원, 발전시키기 위하여 1966년 법률에 따라 설립된 홍콩의 준정부 기관이다. 홍콩 무역발전국은 2018년 기준으로 중국 대륙에 설립된 13개 사무소, 세계 50개 도시(아시아 13개 도시, 유럽 11개 도시, 북미·남미 7개 도시, 중동·아프리카 5개 도시, 오세아니아 1개 도시)에 설립된 사무소를 운영하고 있다.
홍콩 무역발전국은 19명의 홍콩 기업 지도자들과 고위 정부 관리들로 구성된 위원회에서 관리하는데 조직의 국제적 운영, 서비스 및 홍보 활동을 계획하고 감독한다. 위원회는 또한 홍콩 컨벤션 센터의 운영을 감독한다. 홍콩 무역발전국은 매년 30개 이상의 박람회를 개최한다.
홍콩 무역발전국에서는 전 세계 200만 명 이상의 바이어와 13만 개 이상의 품질 좋은 홍콩, 중국 및 아시아 도매 공급 업체 및 제조 업체를 연결하는 30개 업종의 오픈 마켓인 hktdc.com을 운영하고 있다. 이 웹사이트는 전 세계 구매자가 검증된 품질 공급 업체와 제조 업체로부터 제품과 서비스를 쉽게 구매할 수 있도록 지원한다.
홍콩 무역발전국에서는 여러 국가 및 지역의 경제 및 비즈니스 위원회를 지원한다. 이러한 비즈니스 포럼은 홍콩과 유럽 연합, 프랑스, 일본, 한국, 대만, 영국, 미국 간의 경제적 유대 관계를 증진시키는 데에 도움을 준다. 또한 매년 중국 대륙의 여러 성, 지방 자치체, 타이완과의 임시 회의를 개최한다.

## 같이 보기
- 중화민국 대외무역발전협회